# Warren County Courthouse
La Warren County Courthouse est un palais de justice américain situé à Vicksburg, dans le comté de Warren, au Mississippi. Elle est inscrite au Registre national des lieux historiques et est classée National Historic Landmark depuis le 23 mai 1968.